# (22004) 1999 XF45
1999 أكس أف 45 (ويعرف أيضًا باسم (22004) 1999 أكس أف 45 وفق تسمية الكوكب الصغير) (بالإنجليزية: 1999 XF45)‏ هو كويكب ضمن حزام الكويكبات؛ وترتيبه 22004 من حيث الاكتشاف. اكتُشف هذا الجُرم الفلكي بواسطة مشروعِ بحث لنكولن عن الكويكبات القريبةِ من الأرض في معهدِ أبحاثِ لينكولن بتاريخ 7 ديسمبر 1999.

## وصف
اكتُشف 220041999 XF في 7 ديسمبر 1999 في مرصد ماغدالينا ريدج، الواقع في مقاطعة سوكورو، نيومكسيكو (الولايات المتحدة)، بواسطة مشروع بحث لنكولن عن الكويكبات القريبة من الأرض (بالإنجليزية: Lincoln Near-Earth Asteroid Research)‏ LINEAR.

## الخصائص المدارية
يتميز مدار هذا الكويكب بنصف محور رئيسي يبلغ 2,44 وحدة فلكية، وحضيض قدره 2,04 وحدة فلكية، وانحراف قدره 0.16 وزاوية ميلان 13.45 درجة بالنسبة لمسار الشمس. بسبب هذه الخصائص، أي نصف المحور الرئيسي بين 2 و3,2 وحدة فلكية وحضيض أكبر من 1,666 وحدة فلكية، يُصنف هذا الجُرم الفلكي وفقًا لقاعدة بيانات مختبر الدفع النفاث لأجرام النظام الشمسي الصغيرة كائنًا من حزام الكويكبات الرئيسي.

## الخصائص الفيزيائية
يُقدر المقدار المطلق (H) لـ220041999 XF بـ14.4 ووضاءته بــ0.119 ، مما يجعل من الممكن تقدير قطره بــ4,615 كم. تم الحصول على هذه النتائج بفضل ملاحظات مستكشف الأشعة تحت الحمراء عريض المجال (WISE)، وهو مرصد فضائي أمريكي وُضع في المدار في عام 2009 ويراقب السماء بأكملها بالأشعة تحت الحمراء، في عام 2011، نُشرت النتائج الأولى المتعلقة بالكويكبات من الحزام الرئيسي.

## وصلات خارجية
- (22004) 1999 XF45 في قاعدة بيانات مختبر الدفع النفاث لأجرام النظام الشمسي الصغيرة

- الاكتشاف · مخطط المدار ·  العناصر المدارية · المعلمات المادية

- (22004) 1999 XF45 على موقع ويكي سكاي: DSS2, SDSS, GALEX, IRAS, Hydrogen α, X-Ray, Astrophoto, Sky Map, Articles and images